# 有明町 (熊本県)
有明町（ありあけまち）は、かつて熊本県の天草郡にあった町である。「元気発見 ぬくもり実感 ふれあいのまち ありあけ」を町の標語に掲げていた。
2006年（平成18年）3月27日に本渡市、牛深市、天草郡御所浦町、倉岳町、栖本町、新和町、五和町、天草町、河浦町と合併し、天草市となった。かつての町域は天草市有明町となっている。

## 地理
天草諸島の天草上島北部に位置した。
- 山：老岳

## 歴史
- 1956年（昭和31年）6月1日 - 天草郡赤崎村・楠甫村・大浦村・須子村・上津浦村・下津浦村・島子村が合併し、有明村が発足。
- 1958年（昭和33年）1月1日 - 有明村が町制施行し、有明町となる。
- 2006年（平成18年）3月27日 - 本渡市・牛深市・御所浦町・倉岳町・栖本町・新和町・五和町・天草町・河浦町と合併し、天草市となる。

## 行政
- 町長：久保進一郎（くぼしんいちろう）（2004年6月 - ）6期目

## 経済

### 産業
町の特産品は、干しダコ、デコポン、イチゴ、グロリオサ。グロリオサはユリ科の花で、披露宴やパーティなどの卓上花として利用される。

## 教育

### 小学校
- 有明町立浦和小学校
- 有明町立赤崎小学校（2009年に浦和小学校へ統合し廃校）
- 有明町立大楠小学校
- 有明町立島子小学校

### 中学校
- 有明町立有明西中学校
- 有明町立有明東中学校

### 高等学校
- 熊本県立天草東高等学校

## 交通

### 鉄道路線
有明町内には鉄道路線がないが、九州産業交通バスがJR九州鹿児島本線 熊本駅や三角線 三角駅と有明町とを結んでいる。

### 道路
一般国道
- 国道324号

道の駅
- 有明 「リップルランド」

### 路線バス
- 九州産業交通バス
  - 交通センター行き（快速バス・あまくさ号）
  - 熊本空港行き（快速バス・あまくさ号）
  - 天草国際ホテル水族館行き（快速バス・あまくさ号）
  - 本渡バスセンター行き（快速バス・あまくさ号）
  - 本渡バスセンター行き
  - 松島行き
  - 教良木行き
  - 楠甫行き

快速バスの町内の停留所は、小畦橋、天草東高校前、須子、赤崎、下津江四郎ケ浜ビーチ、上津浦漁協前、有明町民グラウンド前、小島子、島子。普通バスの町内の停留所は、下記の通り。
- 国道324号沿線 → 蛤、小畦橋、赤岩、天草東高校前、有明東中学校前、須子、赤碕、赤崎西、有明庁舎前、下津江四郎ケ浜ビーチ、美の超、上津浦永田、上津浦漁協前、有明町民グラウンド前、福井田、小島子、島子宮の前、島子、沖の田。
- 上津浦旧道線 → 上津浦浜、上津浦、浦和小学校前、平、下津浦支所前、下津浦クラブ前、有明町民グラウンド前（旧道）。
- 大浦港方面 → 天草東高校前、日当、病院前、大浦港、桑の浦、赤岩。
- 楠甫方面 → 小畦橋、小畦、下尾、楠甫、江の浦、美野。

## 名所・旧跡・観光スポット・祭事・催事

### 名所・旧跡
- 四郎ヶ浜ビーチ

### 観光スポット
- 有明温泉さざ波の湯 - 道の駅有明にある日帰温泉施設

### 祭事
- 有明夏祭り「さざ波フェスタ」・花火大会（7月下旬）（リップルランド・四郎ヶ浜ビーチ）
- 阿蘇神社例祭・大浦の獅子舞（10月中旬）（大浦地区）
- 諏訪神社例祭・上津浦太鼓踊り（10月中旬）（上津浦地区）
- 諏訪神社例祭・下津浦太鼓踊り（10月中旬）（下津浦地区）
- 諏訪神社例祭・島子太鼓踊り（10月中旬）（島子地区）
- 老岳まつり（10月下旬）（老岳山頂）